# Guillaume-Philippe de Herzelles
Guillaume-Philippe de Herzelles (1684-1744) est un prélat catholique wallon, abbé de Saint-Gertrude de Louvain, puis évêque d'Anvers, de 1742 à 1744, à l'époque des Pays-Bas autrichiens.

## Biographie
Guillaume-Philippe de Herzelles est né le 22 janvier 1684 au château de Nivelles. Frère cadet d'Ambroise-Joseph, il était le deuxième fils de Jean-Baptiste de Herzelles, capitaine de cavalerie au service d'Espagne, et d'Anne-Marie van Couwenhoven. En 1706, il est ordonné diacre, le 27 février, et prêtre, le 18 décembre, dans le diocèse de Namur. Aux environs de 1720, il est nommé à la tête de l'abbaye noble et archiducale de Sainte-Gertrude de Louvain. Ce monastère avait été fondé par Henri Ier, duc de Brabant, en 1206, puis occupé, durant quatre siècles, par des chanoines de Saint-Victor. À l'époque où Guillaume-Philippe en devient l'abbé, seuls les aristocrates étaient autorisés à faire partie de la communauté. Une vingtaine d'années plus tard, Herzelles est choisi comme évêque d'Anvers, le 5 décembre 1472, puis confirmé, le 11 mars 1743, et ordonné, le 19 mai de la même année. Il sera consacré par Thomas-Philippe Walbrad, cardinal d'Hénin-Létard d'Alsace-Boussut de Chimay, assisté de l'évêque de Namur, Paul-Godefroid de Berlo de Franc-Douaire, et de l'évêque de Gand, Maximilien Antoine van der Noot. Quinze mois et treize jours plus tard, il décède sur le siège épiscopal, le 2 septembre 1744. Dans la liste des évêques d'Anvers, il a succédé à Charles d'Espinoza et sera remplacé par Joseph-Anselme-François Weerbrouck.